# Kloster Kuklen

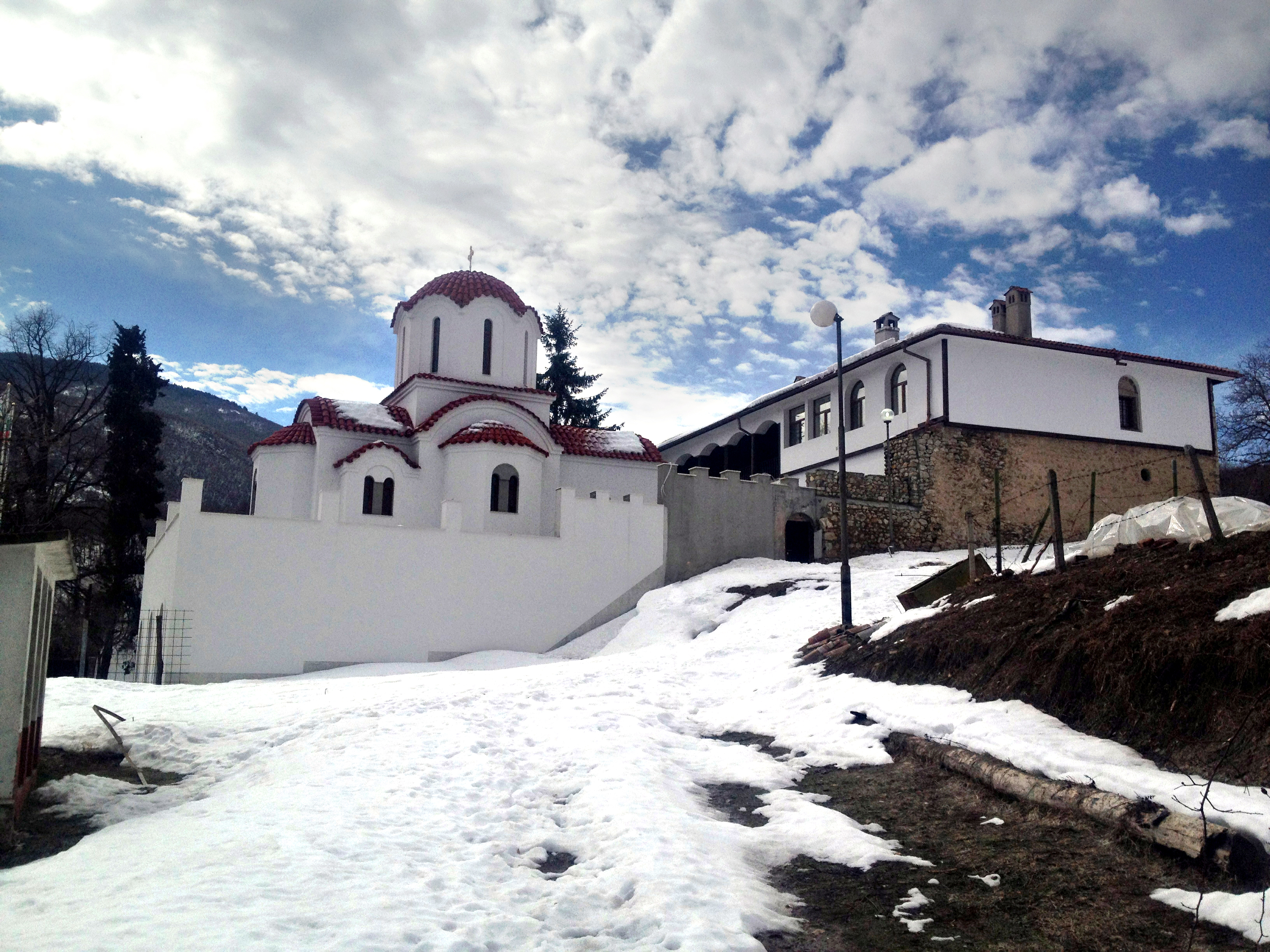
Kloster Kuklen

Das Kloster Kuklen (bulgarisch Кукленски манастир „Свети Козма и Дамян“) ist ein orthodoxes Kloster in Bulgarien. Es liegt etwa 2 km südwestlich von Kuklen, ungefähr 15 km südlich der zweitgrößten Stadt Bulgariens, Plowdiw, am Nordrand des Rhodopen-Gebirges. Das Kloster ist bei den Anwohnern auch unter dem Namen Свети Врач (St. Wratsch, Heiliger Heiler) bekannt.

## Geschichte
Das Kloster wurde während des zweiten bulgarischen Reichs im 14. Jahrhundert gegründet, jedoch wurde es bereits im 11. Jahrhundert als Eigentum des Klosters Batschkowo erwähnt. Das Kloster wurde an einer Quelle mit heilendem Wasser erbaut und trägt den Namen der Heiligen Brüder Cosmas und Damian. Noch heute besuchen und übernachten viele kranke Menschen an dieser geweihten Stätte in dem Glauben auf Heilung bzw. Genesung. In der Kirche „Hl. Cosmas und Damian“ hängen im Vorraum immer noch Ketten, welche den Kranken für eine Weile über Arme oder Beine gelegt wurden. Sie sollen den kranken Teil des Körpers heilen.
Das Kloster wurde in der Zeit der Besetzung durch den Islam mehrfach heruntergebrannt. Jedoch konnten die einzigartigen Fresken bis heute erhalten werden. Im späten 18. Jahrhundert wurden durch griechische Mönche viele Fresken wieder aufgearbeitet und weitere Bilder mit griechischer Inschrift hinzugefügt. Sämtliche Fresken wurden in den vergangenen Jahren erneut restauriert und können nun besichtigt werden. Das Kloster wurde zum Kulturdenkmal ernannt, der offizielle Gedenk-/Feiertag ist der 1. Juli (Hl. Cosmas und Damian). Die Feier geht über drei Tage.
Derzeit wird das Kloster in vollem Umfang genutzt und steht Besuchern teilweise zur Besichtigung zur Verfügung.

## Bauwerke
- Kirche Hl. Cosmas und Damian
- Kirche Hl. Annunciation, erbaut ca. 1950
- Wirtschafts- und Wohngebäude
- Heilige Quelle

### St. Cosmas und Damian
Die im 15. Jahrhundert erbaute kreuzförmige Kirche ist 22 Meter lang und 8 Meter breit. Sie hat keine Kuppeln.